# Резиденция (Хабаровский край)
Резиде́нция — село в Охотском районе Хабаровского края. Административный центр Резидентского сельского поселения.

## География
Село находится на берегу Охотского моря, на расстоянии 5 км к северу от рабочего посёлка Охотск, административного центра района.

## История
Первые заимки и хутора начали появляться на месте села в первой трети XIX века. Жители в то время занимались земледелием и животноводством.

## Население
| 1992 | 2002 | 2010 | 2011 | 2012 | 2013 | 2014 |
| ---- | ---- | ---- | ---- | ---- | ---- | ---- |
| 364  | ↘221 | ↘121 | ↘120 | ↘104 | ↘87  | ↘77  |
| 2015 | 2016 | 2017 | 2018 | 2019 | 2020 | 2021 |
| ↘71  | ↘64  | ↘62  | ↘54  | ↗59  | ↘53  | ↘50  |

## Улицы
| - ул. Заречная, - ул. Колхозная, - ул. Лесная, - ул. Молодёжная, | - ул. Набережная, - ул. Новая, - ул. Школьная. |